# Brugger & Thomet MP9
Brugger & Thomet MP9 — пистолет-пулемёт производства швейцарской оружейной компании Акционерное общество «Брюггер и Томет» (Brugger & Thomet Aktiengesellschaft (B&T AG)).
MP9 компактное и скорострельное оружие находится на вооружении формирований специального назначения, а также широко применяется специальными органами, службами и компаниями, которые отвечают за сохранность первых лиц государства, высокопоставленных фигур.

## История
Пистолет-пулемёт MP9 разработан швейцарской компанией B&T AG и впервые представлен публике в 2001 году. Этот образец огнестрельного оружия разработан в первую очередь для военного и полицейского применения, однако на его базе создан и самозарядный вариант для гражданского и полицейского использования.

## Особенности конструкции
Пистолет-пулемёт B&T MP9 может использовать магазины на 15, 20, 25 и 30 патронов. Имеет три предохранителя: переключатель режимов огня, в спусковом крючке и автоматический предохранитель от падений. Является дальнейшим развитием Steyr TMP, приобретённого у австрийской компании Steyr в 2001 году. Отличается от TMP складывающимся вбок прикладом, который улучшает контроль над огнестрельным оружием при стрельбе и повышает её точность, предохранителем в спусковом крючке и встроенной планкой Пикатинни.
Пистолет-пулемёт MP 9 может дополнительно комплектоваться глушителем, коллиматорным прицелом, лазерным целеуказателем, тактическим фонарём и передней рукоятью для стабилизации стрелкового оружия во время стрельбы.

## Характеристики MP9
- Калибр — 9 мм.
- Патрон — 9х19 мм Парабеллум.
- Скорострельность — 900 выстрелов/мин.
- Длина ствола — 130 мм.
- Длина — 303 мм (со сложенным прикладом), 523 мм (максимальная).
- Вес — 1.4 кг.
- Магазины — на 15, 20, 25 и 30 патронов.

## Государства эксплуатанты
- Швейцария
- Индия
- США
- Португалия
- Франция
- Украина
- Россия